# Léon Maes
Joannes Leo (Léon) Augustus Maes (Humbeek, 13 september 1900 – november 1965) was een Belgisch componist, dirigent en pianist.

## Levensloop
Maes was afkomstig vanuit een muzikaal gezin; vader August Maes (1868-1945) was de 1e dirigent van Koninklijke Fanfare "De Rumolduszonen" Humbeek en broer Lode Maes (1899-na 1933), was eveneens componist, muziekpedagoog, organist en pianist. Léon studeerde aan het Koninklijk Conservatorium in Brussel en behaalde aldaar eerste prijzen voor solfège, harmonie en contrapunt. Hij was een goede pianist. 
Hij werd in 1927 opvolger van zijn vader als dirigent van de Koninklijke Fanfare vzw. "De Ware Vrienden" in Grimbergen. Nadat zijn vader was overleden werd hij in 1945 eveneens zijn opvolger als dirigent van de Koninklijke Fanfare "De Rumolduszonen", Humbeek. Ten gevolge van een zwaar ongeval moest hij in 1959 ontslag nemen als dirigent en werd opgevolgd door Remi Carleer. 
Naast bewerkingen van klassieke muziek schreef hij ook eigen werk voor harmonie- en fanfareorkesten zoals de ouverture Belphégor en de Marche des Horticulteurs.